# Karin Spaink

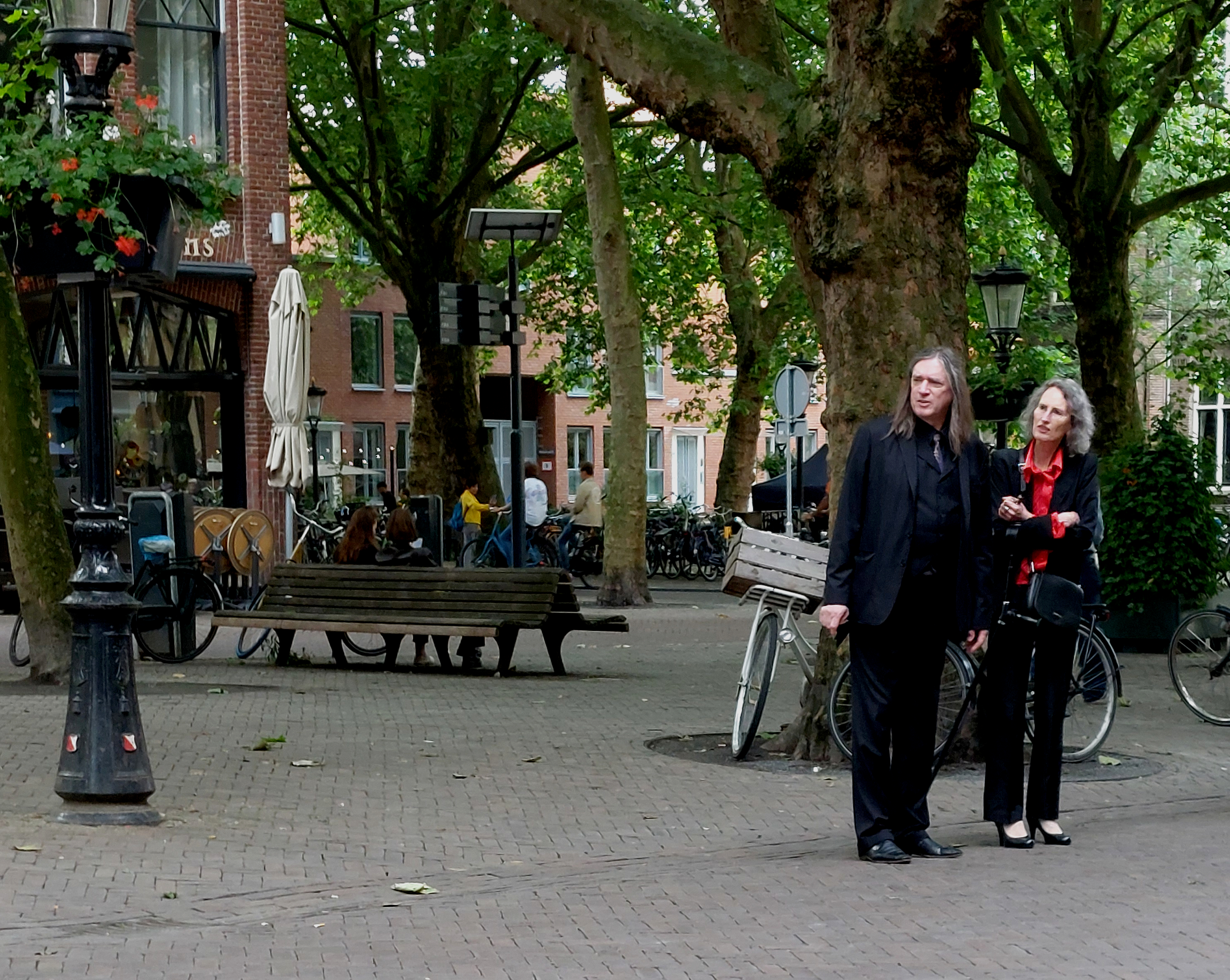
Karin Spaink met zanger Blixa Bargeld van Einstürzende Neubauten (2022)

Karin Spaink (Amsterdam, 20 december 1957) is een Nederlands feministisch columniste, essayiste en schrijfster.

## Biografie
Spaink ging naar de Jan Leeghwaterschool in Weesp, naar Van der Waals Scholengemeenschap in Amsterdam, volgde aansluitend vanaf 1975 de lerarenopleiding d'Witte Leli in Amsterdam, met als hoofdvak Engels en studeerde vanaf 1981 sociologie aan de Universiteit van Amsterdam. In leerjaar 1986/1987 werd ze opgeleid als computerprogrammeur bij Volmac en Fokker.
Ze was in leerjaar 1981/1982 lerares Engels aan het Ashram College in Alphen aan den Rijn, en werkte van 1982 tot 1987 bij het bureau Scholing & Vorming van de Pacifistisch Socialistische Partij (PSP; een van de vier partijen die later opgingen in GroenLinks), en daarna als programmeur bij Fokker Aircraft van 1988 tot 1990.

### Schrijfster en columniste

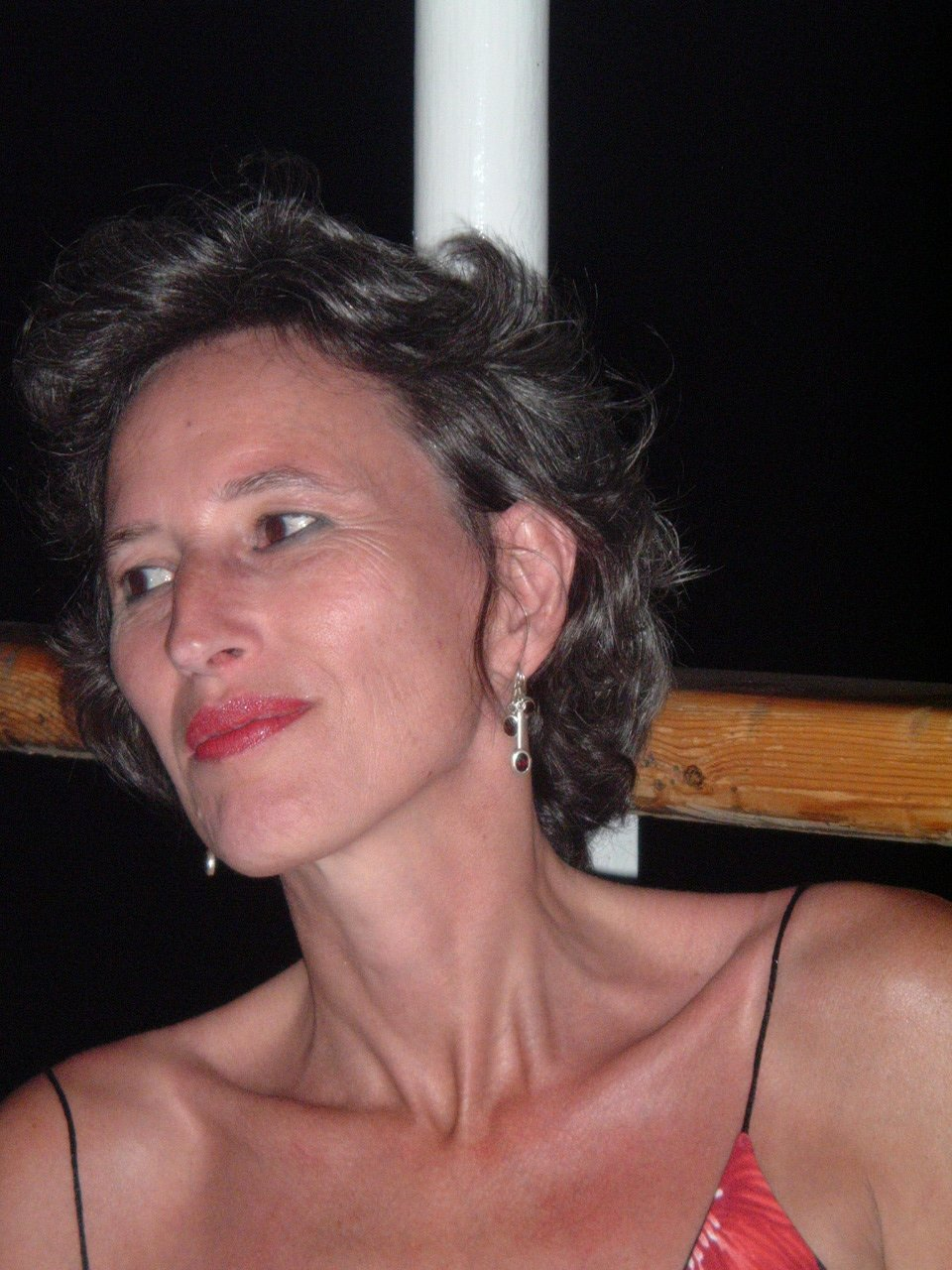
Karin Spaink in 2006

Vanaf 1985 is Spaink freelance schrijfster en columniste; onder meer voor Het Parool (1992 tot maart 2022), De Groene Amsterdammer (van 1998 tot 2000), LOVER, de Volkskrant en NRC. Ze houdt lezingen en is actief op bestuurlijk terrein, onder meer als voorzitter van Bits of Freedom (van 1999 tot 2006), als bestuurslid van Spamvrij.nl (van 2003 tot 2005) en als lid van de programmacommissie van Hacking at Random (HAR), een outdoor hackerconferentie die in augustus 2009 werd gehouden in Nederland. Vanaf 2018 is ze als chef eindredactie betrokken bij Follow the Money.
In 1994 werd bij uitgeverij De Balie (Amsterdam) Een cyborg manifest: Wetenschap, technologie en socialistisch feminisme aan het eind van de twintigste eeuw uitgegeven, in het kader van het Balie-project 'De technologische cultuur'. Dit was een vertaling en bewerking door Spaink van de versie uit 1991 van het essay A Cyborg Manifesto: science, technology and socialist-feminism in the late twentieth century van Donna Haraway. Spaink leidde het essay in met een uitgebreid inleidend essay, getiteld Cyborgs zijn heel gewone mensen (ze denken hooguit meer na). In 2022 werden de beide essays opnieuw uitgegeven, dit keer door de Internationale School voor Wijsbegeerte, (ISBN 978-90-831215-1-2). Deze uitgave bevat ook een nawoord van Lydia Baan Hofman, getiteld Cyborgs antwoorden. Denken-met de cyborg voor ecologisch herstel.

### Ziekte
In 1986 werd vastgesteld dat Spaink multiple sclerose had. Naar aanleiding van goedbedoelde maar onprettig overkomende opmerkingen van bekenden ging ze zich verdiepen in de gewoonte van sommige medici en veel kwakzalvers om de schuld van lichamelijke ziekten bij de patiënt zelf te leggen. Vervolgens zette ze de tegenaanval in. In 1992 lanceerde Spaink de term orenmaffia voor de groep hulpverleners die van mening is dat ziekte 'tussen de oren' zit. Ze publiceerde in dat jaar het boek Het strafbare lichaam. De orenmaffia, kwakdenken en het placebo-effect, onder andere over de orenmaffia en placebo-effecten.
In april 2006 werd bij haar een borst afgezet wegens een agressieve vorm van borstkanker. Over de diagnose en behandeling berichtte zij wederom openhartig in haar columns in Het Parool en het televisieprogramma NOVA. Met haar openhartigheid beoogde ze dat anderen (vrouwen, artsen, behandelcentra) zouden kunnen leren van haar ervaringen. In september 2006 publiceerde het tijdschrift Opzij een interview met Spaink door Vivian de Gier waarin Spaink openhartig vertelde over (onder andere) haar borstkanker. Bij het artikel stond een foto door Victor Bergen-Henegouwen waar Spaink op stond met ontbloot bovenlijf en kaal hoofd.
Ze schreef een blog op haar eigen website over haar ziekte en columns in Medisch Contact, die later gebundeld werden uitgegeven door Elsevier onder de titel Het borstkankerlegioen.

### Activisme
Spaink is feminist, is actief in de gehandicaptenbeweging en zet zich in voor de emancipatie van homoseksuelen, biseksuelen en transgenders.

#### Zaak-Scientology
Spaink raakte in 1995 verwikkeld in een rechtszaak die tegen haar werd aangespannen door Scientology, omdat ze het auteursrecht zou hebben geschonden door teksten van Scientology op haar website bij XS4ALL te publiceren. De rechter gaf Spaink echter steeds gelijk en ook de aangeklaagde providers werden vrijgepleit. Het leidde tot het Scientology-arrest, dat stelde dat de vrijheid van meningsuiting het auteursrecht opzij kan zetten. Pas in 2005 werd de zaak definitief in Spainks voordeel beslist.

### Canta: ballet en boek
Spaink maakt sinds 1994 gebruik van een Canta, een klein overdekt voertuig dat in Nederland vaak wordt gebruikt als gehandicaptenvoertuig. Ze is een keer met een Canta naar Polen gereden, en schreef een boek over de Canta, De benenwagen: het succesverhaal van de Canta, uitgebracht in 2012.
Samen met actrice-regisseuse Maartje Nevejan en radiomaker Bert Kommerij nam ze het initiatief tot Het Nationale Canta Ballet, "een voorstelling met een heleboel Cantaatjes en de dansers van Het Nationale Ballet". Ernst Meisner schreef de choreografie en Robin Rimbaud componeerde de muziek. De voorstellingen vonden plaats op 28 juni 2012 in de Westergasfabriek. Er is ook een video-registratie gemaakt van een van de voorstellingen, die op televisie werd uitgezonden door NTR onder de titel De Canta danst.

## Lezingen (selectie)
In april 1994 hield ze de Opzij-lezing, over handicap en onafhankelijkheid; in december 1995 de Bob Angelo-lezing; in maart 1997 de Annie Romein-Verschoor-lezing over gender en transseksualiteit; in maart 2006 de Aletta Jacobs-lezing over feminisme en openbaarheid.
Op 20 september 2018 (de honderdste geboortedag van George L. Mosse) sprak ze de jaarlijkse Mosse-lezing uit.

## Prijzen

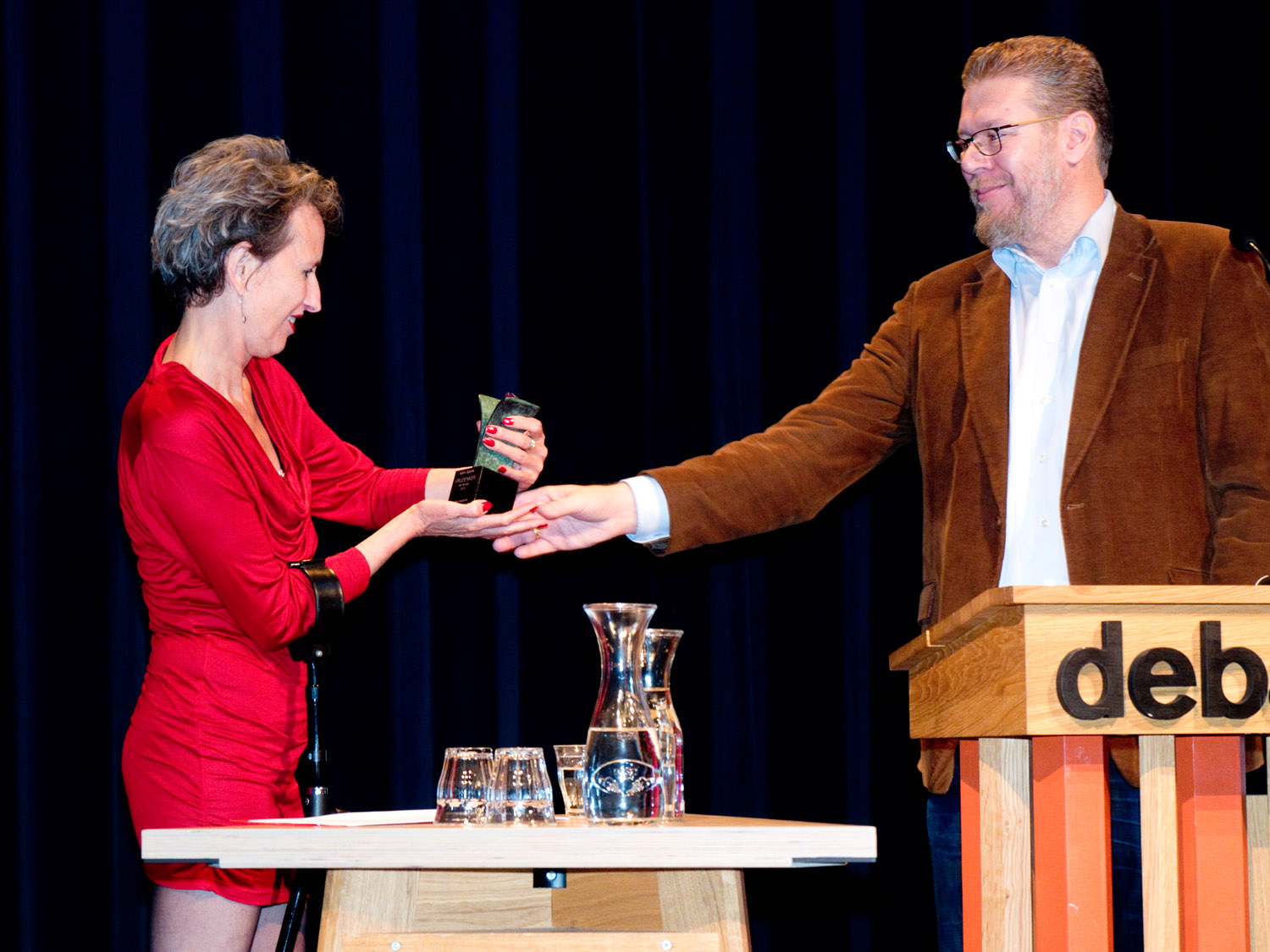
De Vrije Gedachte-voorzitter Van Langevelde feliciteert Spaink als Vrijdenker van het jaar (2015)

Op 14 februari 2008 werd aan Spaink vanwege haar inzet voor seksuele diversiteit en voor privacy het Roze Lieverdje toegekend, een prijs voor Amsterdammers die zich inzetten voor seksuele diversiteit en homo-emancipatie van de GroenLinks-afdeling Amsterdam, waarbij ze ook de publieksprijs won.
Op 20 mei 2009 werd aan Spaink de Dr. J.P. van Praag-prijs van het Humanistisch Verbond uitgereik. De jury, onder leiding van Cox Habbema noemde Spaink "een icoon van strijdbaarheid en levenslust".
In 2015 werd Spaink uitgeroepen tot Vrijdenker van het Jaar door De Vrije Gedachte.